# WTVS
WTVS est une station de télévision publique de langue anglaise affiliée au réseau PBS située à Détroit dans l'État du Michigan appartenant à Detroit Educational Television Foundation. Elle diffuse à partir de Oak Park (Michigan) sur le canal UHF 20 (virtuel 56.1) d'une puissance de 345 kW et son signal couvre naturellement Windsor (Ontario).

## Télévision numérique terrestre
Le signal numérique de la chaine est un multiplexé :
| Chaîne | Image | Aspect | Programmation             |
| ------ | ----- | ------ | ------------------------- |
| 56.1   | 1080i | 16:9   | WTVS / PBS HD             |
| 56.2   | 1080i | 16:9   | PBS Kids                  |
| 56.3   | 480i  | 16:9   | Create (en)               |
| 56.4   | 480i  | 16:9   | World Channel (en)        |
| 56.5   | 480i  | 16:9   | Michigan Learning Channel |

## Distribution au Canada
WTVS est la seule station du réseau PBS distribué par Shaw Broadcast Services (anciennement Cancom) dans l'est du territoire canadien. Elle est de facto la station PBS par défaut distribuée par les petits câblodistributeurs qui tirent leurs sources par satellite.